# لایس
لایس (به اسپانیایی: Layos) یک شهرستان در اسپانیا است که در استان تولدو واقع شده‌است.

## خصوصیات
لایس ۱۹ کیلومترمربع مساحت و ۳۷۸ نفر جمعیت دارد و ۶۵۱ متر بالاتر از سطح دریا واقع شده‌است.